# Cecil (Ohio)
Cecil es una villa ubicada en el condado de Paulding en el estado estadounidense de Ohio. En el Censo de 2010 tenía una población de 188 habitantes y una densidad poblacional de 49,62 personas por km².

## Geografía
Cecil se encuentra ubicada en las coordenadas 41°13′9″N 84°36′6″O / 41.21917, -84.60167. Según la Oficina del Censo de los Estados Unidos, Cecil tiene una superficie total de 3.79 km², de la cual 3.79 km² corresponden a tierra firme y (0.07%) 0 km² es agua.

## Demografía
Según el censo de 2010, había 188 personas residiendo en Cecil. La densidad de población era de 49,62 hab./km². De los 188 habitantes, Cecil estaba compuesto por el 94.68% blancos, el 2.66% eran afroamericanos, el 0.53% eran amerindios, el 0% eran asiáticos, el 0% eran isleños del Pacífico, el 0% eran de otras razas y el 2.13% pertenecían a dos o más razas. Del total de la población el 4.79% eran hispanos o latinos de cualquier raza.